# 올란드 제도의 코로나19 범유행
다음은 올란드 제도의 코로나바이러스감염증-19 범유행에 대한 글이다.

## 연혁
3월 22일, 올란드 제도의 첫 확진자가 나왔다.

## 같이 보기
- 나라별 코로나19 범유행
- 유럽의 코로나19 범유행